# Rehderodendron kweichowense
Rehderodendron kweichowense är en storaxväxtart som beskrevs av Hu Hsien-Hsu. Rehderodendron kweichowense ingår i släktet Rehderodendron och familjen storaxväxter. Inga underarter finns listade i Catalogue of Life.